# (19178) Walterbothe
(19178) Walterbothe (1991 RV2) – planetoida z grupy pasa głównego asteroid okrążająca Słońce w ciągu 4,13 lat w średniej odległości 2,57 j.a. Odkryta 9 września 1991 roku.